# Ferdinand Dahl
Ferdinand Dahl, född 17 juli 1998, är en norsk freestyleåkare.
Dahl tävlade för Norge vid olympiska vinterspelen 2018 i Pyeongchang, där han slutade på åttonde plats i slopestyle.